# Darlene Love
Pour les articles homonymes, voir Love.
Darlene Love, de son vrai nom Darlene Wright, est une chanteuse et actrice américaine, née le 26 juillet 1941 à Los Angeles.

## Biographie

### Jeunesse

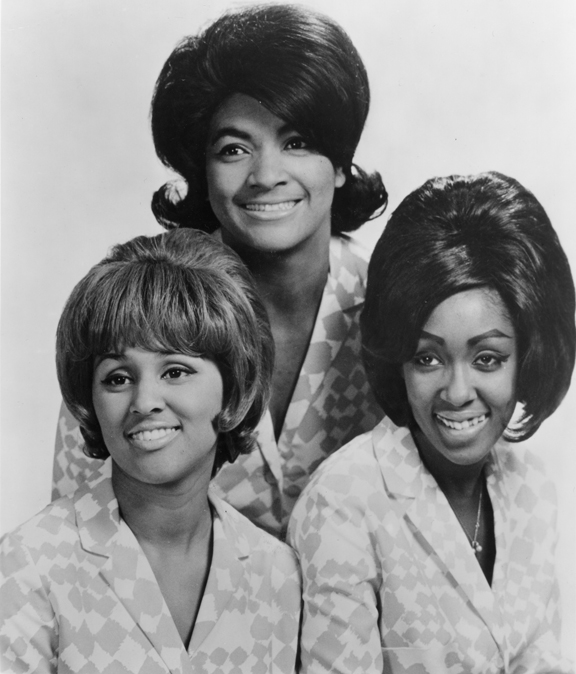
Darlene Love, Fanita James et Jean King (The Blossoms).

Darlene Wright, dite Darlene Love, est née le 26 juillet 1941 à Los Angeles en Californie. Elle est la fille aînée d'Ellen Wright, une employée de maison, et de Joe Wright, un prédicateur  pentecôtiste et ouvrier du bâtiment.
Dans les années 1960, elle est la chanteuse soliste des Blossoms (en) à la grande époque du Wall of sound de Phil Spector avant d’entamer une carrière solo. Très souvent choriste chez les plus grands, elle participe à l'album A Christmas Gift for You produit par Phil Spector en 1963 où elle chante son plus grand hit, Christmas (Baby Please Come Home). Dans les années 1980-1990, elle incarne Trish Murtaugh, l'épouse du policier Roger Murtaugh (joué par Danny Glover) dans les quatre films de L'Arme fatale.
Elle participe à la bande-son du film Maman j'ai encore raté l'avion, pour la chanson All Alone On Christmas, dont un extrait passe lorsque Kevin McAllister visite New York. Un extrait de cette musique passe également dans le film Love Actually.
En 2011 elle est introduite au Rock and Roll Hall of Fame. En 2013 elle apparait dans Twenty Feet from Stardom, qui remporte ensuite l'Oscar du meilleur film documentaire. En 2015 elle sort l'album Introducing Darlene Love où elle est accompagnée par Steven Van Zandt et le E Street Band avec des chansons écrites par Elvis Costello, Bruce Springsteen, Steven Van Zandt , Joan Jett et Jimmy Webb. On retrouve aussi une reprise de River Deep, Mountain High, qu'elle a souvent chanté en concert.
En 2023, on la retrouve sur l'album Christmas (en) de la chanteuse américaine Cher, où les deux artistes ont enregistré une version duo de la célèbre chanson de Darlene Love Christmas (Baby Please Come Home).

## Discographie partielle
- 1963 : Various Artists: A Christmas Gift for you from Phil Spector
- 1977 : Various Artists: Phil Spector's Greatest Hits
- 1991 : Various Artist: Back To Mono
- 1992 : The Best of Darlene Love
- 1998 : Unconditional love
- 2007 : It's Christmas of Course
- 2015 : Introducing Darlene Love

## Filmographie
- 1987 : L'Arme fatale (Lethal Weapon) de Richard Donner
- 1989 : L'Arme fatale 2 (Lethal Weapon 2) de Richard Donner
- 1992 : L'Arme fatale 3 de Richard Donner
- 1992 : Maman, j'ai encore raté l'avion de Chris Columbus
- 1998 : L'Arme fatale 4 de Richard Donner
- 2013 : Twenty Feet from Stardom de Morgan Neville
- 2016 : New Girl
- 2019 : Holiday Rush : tante Jo Robinson
- 2020 : Les Chroniques de Noël 2 (The Christmas Chronicles 2) de Chris Columbus